# Chungju
Chungju (hangul 충주시, hanja 忠州市) är en stad i den sydkoreanska provinsen Norra Chungcheong. Kommunen hade 214 961  invånare i slutet av 2020. 

## Administrativ indelning
Centralorten med 156 899 invånare (2020) på 97,4 km² består av tolv administrativa stadsdelar (dong):
Bongbang-dong,
Chilgeumgeumneung-dong,
Dalcheon-dong,
Gyohyeon 2-dong,
Gyohyeonallim-dong,
Hoamjik-dong,
Jihyeon-dong,
Mokhaengyongtan-dong,
Munhwa-dong,
Seongnaechungin-dong,
Yeonsu-dong och
Yongsan-dong.
Resten av kommunen med 58 062 invånare (2020) på 886,2 km² består av en köping (eup) och tolv socknar (myeon):
Angseong-myeon,
Daesowon-myeon,
Dongnyang-myeon,
Eomjeong-myeon,
Geumga-myeon,
Judeok-eup,
Jungangtap-myeon,
Noeun-myeon,
Salmi-myeon,
Sancheok-myeon,
Sinni-myeon,
Sotae-myeon och
Suanbo-myeon.